# Quận Darlington, South Carolina
.
Quận Darlington là một quận trong tiểu bang South Carolina. ước tính năm 2005, dân số khoảng 67.346 người. Quận lỵ đóng ở Darlington.6 Dân số có gần 60% sống ở nông thôn vào thời điểm năm 2000. Quận này nằm trong vùng thống kê đô thị Florence vùng đô thị South Carolina, Florence.

## Địa lý
Theo Cục điều tra dân số Hoa Kỳ, quận có tổng diện tích 567 dặm Anh vuông (1.468 km²), trong đó, 561 dặm Anh vuông (1,453 km²) là diện tích đất và 6 dặm Anh vuông (15 km²) trong tổng diện tích (0.99%) là diện tích mặt nước.

### Các quận giáp ranh
- Quận Marlboro, South Carolina - Đông bắc
- Quận Florence, South Carolina - Đông nam
- Quận Lee, South Carolina - Tây nam
- Quận Kershaw, South Carolina - Tây
- Quận Chesterfield, South Carolina - Tây bắc

## Thông tin nhân khẩu
Theo cuộc điều tra dân số2 tiến hành năm 2000, quận này có dân số 67.394 người, 25.793 hộ, và 18.441 gia đình sinh sống trong quận này. Mật độ dân số là 120 người trên mỗi dặm Anh vuông (46/km²). Đã có 28.942 đơn vị nhà ở với một mật độ bình quân là 52 trên mỗi dặm Anh vuông (20/km²).  Cơ cấu chủng tộc của dân cư sinh sống tại quận này gồm 56,98% người da trắng, 41,70% người da đen hoặc người Mỹ gốc Phi, 0.19% người thổ dân châu Mỹ, 0.21% người gốc châu Á, 0.01% người các đảo Thái Bình Dương, 0.39% từ các chủng tộc khác, và 0.52% từ hai hay nhiều chủng tộc.  0.98% dân số là người Hispanic hoặc người Latin thuộc bất cứ chủng tộc nào.
Có 25.793 hộ trong đó có 32.20% có con cái dưới tuổi 18 sống chung với họ, 48.30% là những cặp kết hôn sinh sống với nhau, 18.70% có một chủ hộ là nữ không có chồng sống cùng, và 28.50% là không gia đình. 25.10% trong tất cả các hộ gồm các cá nhân và 9.20% có người sinh sống một mình và có độ tuổi 65 tuổi hay già hơn.  Quy mô trung bình của hộ là 2.57 còn quy mô trung bình của gia đình là 3.07.
Cơ cấu độ tuổi dân cư quận này như sau 26.30% dưới độ tuổi 18, 9.00% từ 18 đến 24, 28.20% từ 25 đến 44, 24.40% từ 45 đến 64, và 12.10% người có độ tuổi 65 tuổi hay già hơn.  Độ tuổi trung bình là 36 tuổi. Cứ mỗi 100 nữ giới thì có 89.80 nam giới. Cứ mỗi 100 nữ giới có độ tuổi 18 và lớn hơn thì, có 84.60 nam giới.
Thu nhập bình quân của một hộ ở quận này là $31.087, và thu nhập bình quân của một gia đình ở quận này là $37.662. Nam giới có thu nhập bình quân $30.947 so với mức thu nhập $20.998 đối với nữ giới. Thu nhập bình quân đầu người của quận là $16.283. Khoảng 16.40% gia đình và 20.30% dân số sống dưới ngưỡng nghèo, bao gồm 26.70% những người có độ tuổi 18 và 22.10% là những người 65 tuổi hoặc già hơn.

## Các thành phố và thị trấn
- Darlington
- Hartsville
- Lamar
- North Hartsville
- Society Hill